# Richard Burr
Richard Mauze Burr (Charlottesville, 30 de noviembre de 1955) es un político estadounidense. Representó al estado de Carolina del Norte en el Senado de ese país de 2005 a 2023. Está afiliado al Partido Republicano.  Representó 5.º distrito congresional de Carolina del Norte en el Cámara de Representantes desde 1995 hasta 2005. Antes de su carrera política trabajó durante 17 años en el sector privado con la compañía Carswell Distributing.
Es uno de los senadores que más dinero ha recibido de la Asociación Nacional del Rifle, que le ha donado 6.986.620 de dólares. También  ha recibido donaciones de grupos de presión de Arabia Saudí para financiar sus campañas electorales.

## Pedidos de renuncia por presunto escándalo bursátil
Richard Burr, como presidente republicano del comité de inteligencia del Senado, enfrenta solicitudes de renuncia luego de que la agencia de noticias ProPublica informara que el senador habría vendido hasta 1,7 millones de dólares estadounidenses en acciones, tras recibir informes sobre el COVID-19. Adicionalmente, la radio pública estadounidense NPR obtuvo una grabación en la cual Burr advierte a terceros que el coronavirus era «agresivo en su transmisión», y que el virus podía crear una crisis tan grande como la ocasionada por la pandemia de gripe de 1918.
Otros senadores también podrían haber participado de la maniobra bursátil, entre ellos Jim Inhofe (republicano), Kelly Loeffler (republicana) y Dianne Feinstein (demócrata).